# The Webb Sisters

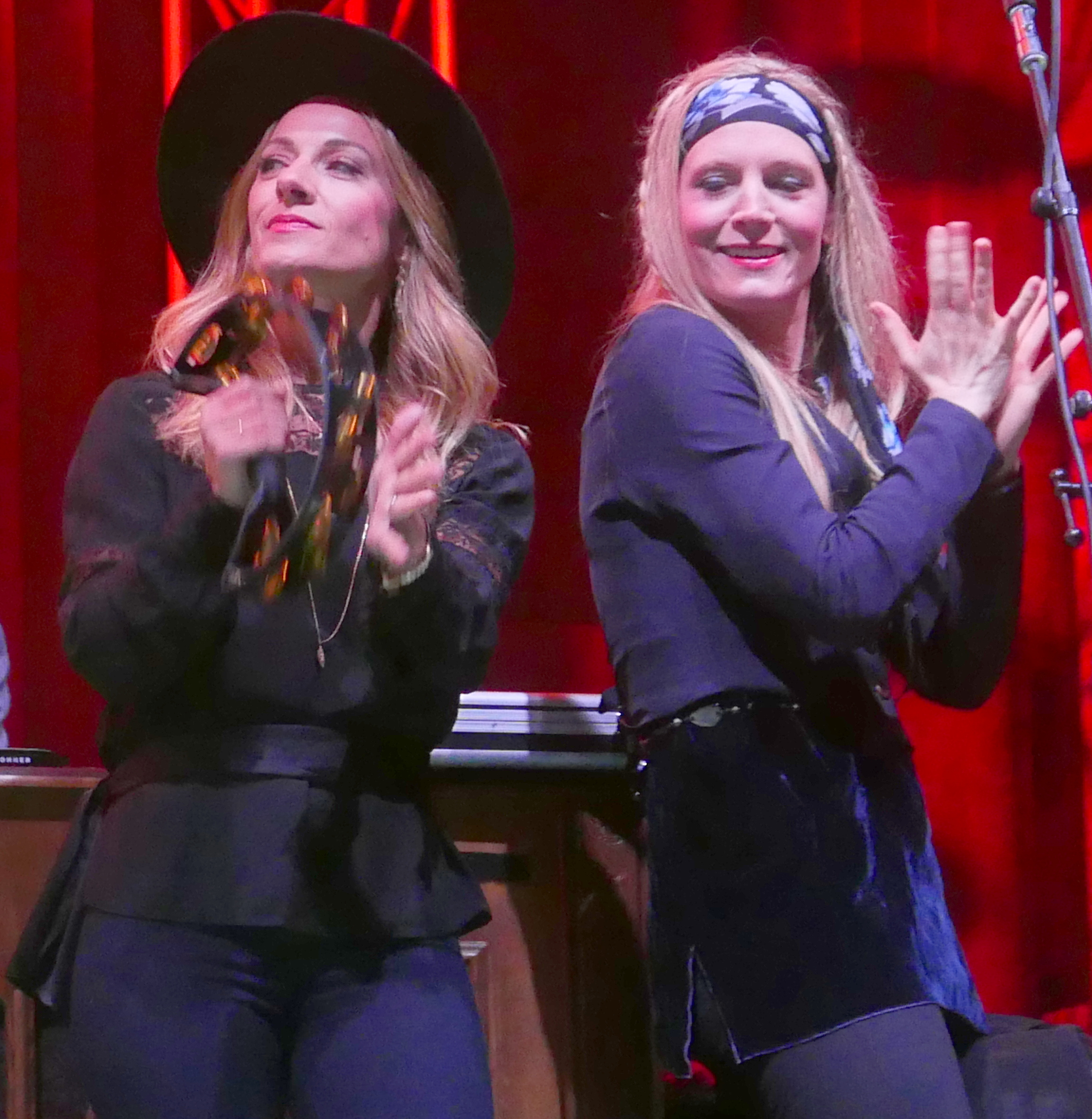
The Webb Sisters, během vystoupení s Tom Petty and the Heartbreakers v Berkley v Kalifornii 28. srpna 2018

The Webb Sisters (tedy česky Sestry Webbovy) jsou anglické hudební seskupení – duo, tvořené sestrami Charley a Hattie Webbovými.

## Biografie
Charley Webb (* 1979) a Hattie Webb (* 1981) se narodily v Kentu ve Spojeném království. Jejich rodiče byli kadeřník a trenérka tenisu. Jejich dva bratři jsou rovněž hudebníky, hrají na bicí. Charley hraje na kytaru a uvádí se rovněž piano, Hattie hraje na harfu.
Sestry se poměrně záhy rozhodly věnovat se hudbě. Již jako teenagerky začal pár vystupovat na dobročinných akcích a večírcích. Vystoupily dokonce dvakrát před princeznou Annou a jednou před královnou Alžbětou II. Klíčové bylo pro ně setkání s producentem Johnny Piercem v roce 2004, který je pozval do Nashville, kde nahrály své první album A Piece of Mind. Toto album prodávaly poté při svých koncertech ve Spojených státech. Po návratu do Velké Británie v roce 2006 navázaly spolupráci s vydavatelstvím Mercury Records, pro nějž nahrály své druhé album Daylight Crossing, které bylo vydáno v červnu 2006.
V květnu 2007 sestry reprezentovaly Velkou Británii na Americas 400th Anniversary Celebrations v Jamestownu ve Virginii, vysílaném televizí NBC. Poté spolupracovaly s Angelem Petragliou ze skupiny (Kings of Leon) a skladatelem country písní Craigem Wisemanem. V poslední době připravují nové vlastní skladby, od května 2008 rovněž doprovázejí Leonarda Cohena na jeho World Tour, kde spolu s Sharon Robinson vystupují jako vokalistky. V červnu 2009 nahrávaly také v New Yorku se Stingem jeho nové album If On a Winter's Night..., které vyšlo v říjnu 2009.

## Hudební styl
Písničky The Webb Sisters vycházejí z folkových a popových tradic Velké Británie a Spojených států.

## Diskografie

### Alba
- A Piece of Mind (2004)
- Daylight Crossing (2006)

### Podíl na albech jiných interpretů
- Leonard Cohen – Live in London (2009)
- Sting – If On a Winter's Night... ( vyjde 2009)

### Singly
- „I Still Hear It“ (2006) – „I Still Hear It“, „Dead Old Leaves“, „Do it All Over Again“
- „Still the Only One“ (2006) – „Still the Only One“, „My Way to You“, „Last Night“
- „Comes in Twos“ (2008) – 4-záznam EP, dostupné pouze na Leonard Cohen World Tour, podzim 2008